# Fissidens hirsutus
Fissidens hirsutus är en bladmossart som beskrevs av Maurice Bizot och Tamás Pócs 1976-77 [1977. Fissidens hirsutus ingår i släktet fickmossor, och familjen Fissidentaceae. Inga underarter finns listade i Catalogue of Life.